# Gerbera kunzeana
Gerbera kunzeana là một loài thực vật có hoa trong họ Cúc. Loài này được A.Br. & Asch. mô tả khoa học đầu tiên năm 1871.